# 穆丽娟
穆丽娟（1917年—2020年），出生于上海。中国新文学史上新感觉派代表作家穆时英的妹妹。
穆丽娟1935年毕业于上海南洋女中。因受其长兄穆时英影响，喜读小说，也与其兄许多文友相熟。1935年初遇穆时英文友、诗人戴望舒，1936年6月与戴望舒在上海结婚，婚后育有一女，名戴咏素。1937年抗战全面爆发，1938年5月,穆丽娟随戴望舒携幼女赴香港。由于年龄阅历差距，婚后戴望舒与穆丽娟夫妇感情逐渐疏远。1940年6月穆时英在上海遇刺，同年冬至，穆母病逝于上海。穆丽娟得知后于1940年底离港回沪。1941年1月23日穆丽娟与戴望舒正式离婚。穆丽娟的第二任丈夫是《宇宙风》的主编周黎庵。2020年8月，穆丽娟去世。